# Madagaskar op de Olympische Jeugdzomerspelen 2010
Madagaskar nam deel aan de Olympische Jeugdzomerspelen 2010 in Singapore, de eerste editie van de Olympische Jeugdspelen.

## Deelnemers en resultaten
(m) = mannen, (v) = vrouwen 

### Atletiek
| Olympiër                 | Discipline | Resultaat | Prestatie                                   |
| ------------------------ | ---------- | --------- | ------------------------------------------- |
| Tsiatengy Razafindrakoto | 400 m (v)  | 15e       | 1R serie 4: 57,94 (5e) B-finale: 58,53 (7e) |

### Tennis
| Olympiër                                      | Discipline     | Resultaat | Prestatie                                                                                  |
| --------------------------------------------- | -------------- | --------- | ------------------------------------------------------------------------------------------ |
| Niriantsa Rasolomalala                        | enkelspel (v)  | 1e ronde  | 1R: 2-0 CHN Tang Hao Chen (0-6, 5-7) verliezersronde: 1R: 0-2 VEN Adriana Perez (4-6, 3-6) |
| Zarah Razafimahatratra                        | enkelspel (v)  | 2e ronde  | 1R: 2-0 MNE Mia Radulovic (6-0, 6-2) 2R: 0-2 CHN Zheng Sai Sai (4-6, 2-6)                  |
| Niriantsa Rasolomalala Zarah Razafimahatratra | dubbelspel (v) | 1e ronde  | 1R: 0-2 (1-6, 3-6) BEL An-Sophie Mestach + HUN Timea Babos                                 |

### Zwemmen
| Olympiër                        | Discipline        | Resultaat | Prestatie                |
| ------------------------------- | ----------------- | --------- | ------------------------ |
| Tsilavina Ramanantsoa Andritina | 100 m vrij (m)    | 53e       | 1R serie 1: 1.02,80 (6e) |
| Tsilavina Ramanantsoa Andritina | 100 m vlinder (m) | 32e       | 1R serie 1: 1.06,88 (1e) |
| Tsilavina Ramanantsoa           | 100 m school (m)  | 28e       | 1R serie 1: 1.14,27 (6e) |
| Tsilavina Ramanantsoa           | 200 m school (m)  | 20e       | 1R serie 3: 2.38,41 (7e) |
|                                 |                   |           |                          |
| Aina Filsrabetsara              | 100 m vrij (v)    | 50e       | 1R serie 1: 1.06,73 (7e) |
| Aina Filsrabetsara              | 50 m vlinder (v)  | 19e       | 1R serie 1: 30,54 (6e)   |

Afghanistan · Albanië · Algerije · Amerikaanse Maagdeneilanden · Amerikaans-Samoa · Andorra · Angola · Antigua en Barbuda · Argentinië · Armenië · Aruba · Australië · Azerbeidzjan · Bahama's · Bahrein · Bangladesh · Barbados · België · Belize · Benin · Bermuda · Bhutan · Bolivia · Bosnië en Herzegovina · Botswana · Brazilië · Britse Maagdeneilanden · Brunei · Bulgarije · Burkina Faso · Burundi · Cambodja · Canada · Centraal-Afrikaanse Republiek · Chili · China · Chinees Taipei · Colombia · Comoren · Congo-Brazzaville · Congo-Kinshasa · Cookeilanden · Costa Rica · Cuba · Cyprus · Denemarken · Djibouti · Dominica · Dominicaanse Republiek · Duitsland · Ecuador · Egypte · El Salvador · Equatoriaal-Guinea · Eritrea · Estland · Ethiopië · Fiji · Filipijnen · Finland · Frankrijk · Gabon · Gambia · Georgië · Ghana · Grenada · Griekenland · Groot-Brittannië · Guam · Guatemala · Guinee · Guinee‑Bissau · Guyana · Haïti · Honduras · Hongarije · Hongkong · Ierland · IJsland · India · Indonesië · Irak · Iran · Israël · Italië · Ivoorkust · Jamaica · Japan · Jemen · Jordanië · Kaaimaneilanden · Kaapverdië · Kameroen · Kazachstan · Kenia · Kirgizië · Kiribati · Koeweit · Kroatië · Laos · Lesotho · Letland · Libanon · Liberia · Libië · Liechtenstein · Litouwen · Luxemburg · Macedonië · Madagaskar · Malawi · Malediven · Maleisië · Mali · Malta · Marshalleilanden · Marokko · Mauritanië · Mauritius · Mexico · Micronesië · Moldavië · Monaco · Mongolië · Montenegro · Mozambique · Myanmar · Namibië · Nauru · Nederland · Nederlandse Antillen · Nepal · Nicaragua · Nieuw-Zeeland · Niger · Nigeria · Noord-Korea · Noorwegen · Oeganda · Oekraïne · Oezbekistan · Oman · Oostenrijk · Oost‑Timor · Pakistan · Palau · Palestina · Panama · Papoea-Nieuw-Guinea · Paraguay · Peru · Polen · Portugal · Puerto Rico · Qatar · Roemenië · Rusland · Rwanda · Saint Kitts en Nevis · Saint Lucia · Saint Vincent en Grenadines · Salomonseilanden · Samoa · San Marino · Sao Tomé en Principe · Saoedi-Arabië · Senegal · Servië · Seychellen · Sierra Leone · Singapore · Slovenië · Slowakije · Soedan · Somalië · Spanje · Sri Lanka · Suriname · Swaziland · Syrië · Tadzjikistan · Tanzania · Thailand · Togo · Tonga · Trinidad en Tobago · Tsjaad · Tsjechië · Tunesië · Turkije · Turkmenistan · Tuvalu · Uruguay · Vanuatu · Venezuela · Verenigde Arabische Emiraten · Verenigde Staten · Vietnam · Wit-Rusland · Zambia · Zimbabwe · Zuid-Afrika · Zuid-Korea · Zweden · Zwitserland